# Y
Az Y (ipszilon) a latin ábécé 25., a kiterjesztett magyar ábécé 42. betűje. Az y a magyar nyelvben csak családnevekben, illetve idegen szavakban fordul elő önállóan.
Számítógépes használatban az ASCII-kódjai: nagybetű – 89, kisbetű – 121.
A hasonló írásmódú üpszilon (Υ υ) ugyanakkor a görög ábécé huszadik betűje; szokásos átírása az u vagy y betű, hangértéke pedig ü vagy i.

## Önálló betűként a magyarban

### Köznevekben
Köznevekben csak egyes jövevényszavakban található meg, főként az angolból: baby-doll, baby-sitter, body, body-building / bodyzik, boy, brandy, byte, copyright, country (zene), cowboy / cowboycsizma / cowboyfilm / cowboykalap, curry, dandy, disc-jockey, dry, ecstasy, fair play, funky, gentry, grizzly, happy end, henry (mértékegységként), husky, intercity, joystick, lady, penny, play back, playboy, proxy, rockabilly, royalty, sherry, spray, tory, whiskey és whisky, yard és yuppie, kisebb részben más forrásból: bicsérdysta, citoyen, dyn, doyen, háryjános / háryjánoskodik, placky, royalista, yperit és złoty.

### Családnevekben
Igen sok családnévben szerepel y az i helyén: Ady, Almássy, Andrássy, Bajcsy-Zsilinszky (mindkét eleme végén), Bánffy, Bárczy, Barcsay, Bárdossy, Báthory, Békésy, Benyovszky, Beöthy [bőti], Berzeviczy, Bezerédy, Bláthy, Bródy, Cholnoky, Csengery, Csengey, Csiky, Csontváry, Csűry, Demszky, Déry, Dessewffy, Egressy, Egry, Eőry, Esterházy és Eszterházy, Fábry, Faludy, Fejérváry, Ferenczy, Garay, Ghyczy, Görgey, Guary [góri], Gulácsy, Györffy és Győrffy, Hajnóczy, Háry, (Khuen-)Héderváry, Hervay, Hevesy, Himfy, Horthy, Hubay, Hunfalvy, Illovszky, Imrédy, Janikovszky, Jelky, Kállay, Kálnoky, Karinthy, Kazinczy, Kisfaludy, Komjáthy, Kölcsey, Kristóffy, Krúdy, Lendvay, Lónyay, Lorántffy, Losonczy (és Losonczi), Lovassy, Mándy, Mányoky, Medgyaszay, Medgyessy, Mednyánszky, Milotay, Munkácsy, Nádasdy, Négyesy, Noszlopy, Nyáry, Orczy, Ortutay, Pálffy, Pásztory, Pátzay, Péchy, Péterfy, Pilinszky, Podmaniczky, Pozsgay, Ráday, Regőczy, Reviczky, Rhédey, Rimay, Rónay, Sigray [zsigrai], Szapáry, Szentkuthy, Szentmarjay, Szlávy, Szokolay, Szomory, Sztójay, Tarcsay, Tersánszky, Thuróczy, Thury, Tildy, Tolcsvay, Toldy (és Toldi), Torday, Törley, Turnovszky, Vámbéry, Vécsey, Verseghy, Vitray, Wathay, Werbőczy, Zichy, Zipernowsky, Zsigmondy és Zsolnay.
Magánhangzó után sokszor [ji]-nek hangzik: Bay (azaz bajai), Fáy (Fáj helységnév alapján), Háy, Vay (Vaja község nevéből), Pray, Zay (tehát: [fáji, háji, praji, vaji, zaji]); máskor (főleg két magánhangzó közt, illetve magánhangzó és mássalhangzó között) [j]-nek: Bayer, Boytha, Dayka, Feyér, Geyer, Mayer, Mayláth, Peyer, Savoyai, Vayk. Szó elején és belsejében is előfordul emellett [i] hangértékkel, például a Glykais, Gryllus, Hutÿra, Lyci, Lyka, Lyrai, Tyll, Ybl nevekben.
Egyes családnevekben g, l, n, t után áll az y, de velük nem alkot digráfot (kettős betűt); a megelőző mássalhangzó vagy normál hangértékében, vagy (ritkábban) palatalizált változatában ejtendő:
- [gyi]-ként ejtve: Hegy [hegyi], Magashegy [magashegyi].
- [li]-ként ejtve: Áprily, Dely, Égly, Finály, Igaly, Jékely, Kerkapoly, Kerpely, Kéthly és Kétly, Kiszely, Lyci, Lyka, Lyrai, Mály (Gerő), Moholy (Nagy László), Reguly, Szakály, Szamuely, Szily, Szokoly, Thaly, Thököly, Vasarely, Veszely.
- [ni]-ként ejtve: Badiny, Cherny, Hatvany, Jány, Novotny, Pauliny, Szebeny; [nyi]-ként ejtve: Batthány [battyányi], Ghillány, Legány, Mikoviny.
- [ti]-ként ejtve: Feszty, Kmety, Mindszenty, Noszty, Tyll, Vizkelety, Vörösmarty.

A kettős betűtől való elkülönítés, illetve az önálló ejtés jelölésére korábban előfordult (elvétve ma is) ÿ formában, pl. Szabadhegÿ, Szögyénÿ, Verebélÿ,  valamint Danÿ, Harasztÿ, Hutÿra, Méhelÿ és Neÿ.

## Jelentései

### Biológia
- Y: a nemikromoszóma-pár hím (férfi) tagjának a jelölése (embernél)

### Fizika
- {\displaystyle Y_{l}^{m}(\theta ,\phi )} gömbfüggvények - l: mellékkvantumszám, m: mágneses kvantumszám
- y: A rezgőmozgások vizsgálatakor a kitérés jele

### Kémia
- Y: az ittrium vegyjele

### Közgazdaságtan
- Y: az összgazdasági kibocsátás, illetve jövedelem jele a makroökonómiában
- y: az egyéni jövedelem jele a mikroökonómiai fogyasztáselméletben
- y: a vállalati kibocsátás jele a mikroökonómiai termeléselméletben
- y, Y: a piaci összkibocsátás jele a mikroökonómiában

### Matematika
- Az ismeretlen jelölésének második leggyakoribb formája (az x után).
- A derékszögű koordináta-rendszerben az ordinátatengely (függőleges tengely) jelölésére használt betű